# Cristian Cangá
Cristian Cangá (Buenaventura, Valle del Cauca, Colombia; 23 de febrero de 1993) es un futbolista colombiano. Juega como delantero y actualmente es agente libre.

## Trayectoria
Realizó sus divisiones menores en América de Cali. Cangá debutó con Sucre FC, sin embargo, se dio a conocer con Atlético Huila.

### Boavista
Fue cedido a préstamo por una temporada al Boavista con opción a compra. Fue dirigido por el boliviano Erwin Sanchez.
A inicios del 2018 fue cedido a préstamo por una temporada al Metropolitanos.

### Cienciano
Luego de quedar como jugador libre, el 19 de diciembre del 2020 fue oficializado como nuevo refuerzo del Cienciano del Cuzco. El argentino Sergio Almirón, quien fue su compañero en Huila, fue quien le recomendó fichar por Cienciano. Luego de un semestre irregular, llega a un acuerdo con la dirigencia imperial para rescindir su contrato.
El 4 de julio de 2024 fue anunciado como nuevo jugador del Deportes Quindío.

## Clubes
| Club              | País      | Año         | PJ | Goles |
| ----------------- | --------- | ----------- | -- | ----- |
| Sucre FC          | Colombia  | 2011        | 7  | 0     |
| Atlético Huila    | Colombia  | 2012 - 2015 | 67 | 12    |
| Cúcuta Deportivo  | Colombia  | 2015        | 20 | 6     |
| Boavista          | Portugal  | 2016        | 2  | 0     |
| Atlético Huila    | Colombia  | 2017        | 19 | 5     |
| Deportivo Pereira | Colombia  | 2017        | 14 | 3     |
| Metropolitanos    | Venezuela | 2018        | 10 | 1     |
| Atlético Huila    | Colombia  | 2019        | 14 | 1     |
| Valledupar FC     | Colombia  | 2019 - 2020 | 13 | 8     |
| Santa Rita        | Ecuador   | 2020        | 2  | 2     |
| Cienciano         | Perú      | 2021        | 4  | 0     |
| Gualaceo          | Ecuador   | 2021        | 1  | 1     |
| Aqaba SC          | Jordania  | 2022        | 7  | 7     |
| Deportes Quindío  | Colombia  | 2024        |    | 1     |

## Estadísticas
| Club                        | Div           | Temporada     | Liga  | Liga  | Copas nacionales(1) | Copas nacionales(1) | Torneos internacionales(2) | Torneos internacionales(2) | Total | Total | Media goleadora(3) |
| Club                        | Div           | Temporada     | Part. | Goles | Part.               | Goles               | Part.                      | Goles                      | Part. | Goles | Media goleadora(3) |
| --------------------------- | ------------- | ------------- | ----- | ----- | ------------------- | ------------------- | -------------------------- | -------------------------- | ----- | ----- | ------------------ |
| Sucre FC · Colombia         |               |               |       |       |                     |                     |                            |                            |       |       |                    |
| 2ª                          | 2011          | 5             | 0     | 2     | 0                   | 0                   | 0                          | 7                          | 0     | 0,00  |                    |
| Total club                  | Total club    | 5             | 20    | 2     | 0                   | 0                   | 0                          | 7                          | 0     | 0,0   |                    |
| Atlético Huila · Colombia   |               |               |       |       |                     |                     |                            |                            |       |       |                    |
| 1ª                          | 2012          | 3             | 0     | 0     | 0                   | 0                   | 0                          | 3                          | 0     | 0,0   |                    |
| 1ª                          | 2013          | 20            | 6     | 5     | 2                   | 0                   | 0                          | 25                         | 8     | 0,28  |                    |
| 1ª                          | 2014          | 18            | 1     | 8     | 1                   | 0                   | 0                          | 26                         | 2     | 0,07  |                    |
| Total club                  | Total club    | 41            | 7     | 13    | 3                   | 0                   | 0                          | 54                         | 10    | 0,18  |                    |
| Cúcuta Deportivo · Colombia |               |               |       |       |                     |                     |                            |                            |       |       |                    |
| 1ª                          | 2015          | 14            | 3     | 6     | 3                   | 0                   | 0                          | 20                         | 6     | 0,30  |                    |
| Total club                  | Total club    | 14            | 3     | 6     | 3                   | 0                   | 0                          | 20                         | 6     | 0,30  |                    |
| Atlético Huila · Colombia   |               |               |       |       |                     |                     |                            |                            |       |       |                    |
| 1ª                          | 2015          | 13            | 2     | 0     | 0                   | 0                   | 0                          | 13                         | 2     | 0,15  |                    |
| Total club                  | Total club    | 13            | 2     | 0     | 0                   | 0                   | 0                          | 13                         | 2     | 0,15  |                    |
| Boavista Portugal           |               |               |       |       |                     |                     |                            |                            |       |       |                    |
| 1ª                          | 2015/16       | 1             | 0     | 0     | 0                   | 0                   | 0                          | 1                          | 0     | 0,00  |                    |
| Total club                  | Total club    | 1             | 0     | 0     | 0                   | 0                   | 0                          | 1                          | 0     | 0,0   |                    |
| Total carrera               | Total carrera | Total carrera | 74    | 12    | 21                  | 6                   | 0                          | 0                          | 95    | 18    | 0,19               |